# Schendyla armata
Schendyla armata är en mångfotingart som beskrevs av Henri W. Brölemann 1901. Schendyla armata ingår i släktet Schendyla och familjen småjordkrypare. Inga underarter finns listade i Catalogue of Life.